# Vingertellen
Vingertellen of vingerrekenen, ook wel dactylonomie genoemd, is het tellen of rekenen met behulp van de vingers. De vingers fungeren daarbij als rekenhulpmiddel. Vingertellen verschilt tussen culturen en in de loop van de tijd, en wordt bestudeerd door etnowiskundigen.
Tellen op vijf vingers leidt tot het quinaire talstelsel, tien vingers op twee handen leiden tot het decimale talstelsel en twaalf vingerkootjes van één hand (zonder die van de duim) leiden tot het duodecimale talstelsel. Overigens kunnen ook de tenen van de voeten gebruikt worden, wat zou leiden tot het vigesimale talstelsel.

## In verschillende culturen

### Westerse wereld
In de westerse wereld wordt voor elk getal een vinger opgestoken. Hoewel er aanzienlijke verschillen zijn tussen en zelfs binnen landen, zijn er in grote lijnen twee systemen. Het belangrijkste verschil tussen deze systemen is dat het Duitse of Franse systeem begint te tellen met de duim, terwijl het Amerikaanse systeem begint met de wijsvinger.
In het systeem dat bijvoorbeeld in Duitsland en Frankrijk wordt gebruikt, staat de duim voor 1, de duim plus de wijsvinger voor 2, enzovoort, totdat de duim plus de wijs-, middel-, ring- en pinkvinger samen 5 vormen. Dit gaat verder op de andere hand, waarbij één volledige hand plus de duim van de andere hand 6 betekent, en zo verder.
In het systeem dat in Noord- en Zuid-Amerika wordt gebruikt, staat de wijsvinger voor 1; de wijs- en middelvinger samen voor 2; de wijs-, middel- en ringvinger voor 3; de wijs-, middel-, ring- en pinkvinger samen voor 4; en de vier vingers plus de duim voor 5. Dit gaat verder op de andere hand, waarbij één volledige hand plus de wijsvinger van de andere hand 6 betekent, en zo verder.

### Azië
Vingertelsystemen die in veel delen van Azië worden gebruikt, maken het mogelijk om met één hand tot 12 te tellen. De duim fungeert als een aanwijzer die om de beurt de drie vingerkootjes van elke vinger aanraakt, te beginnen met het buitenste kootje van de pink. Eén hand wordt gebruikt om getallen tot 12 te tellen, terwijl de andere hand aangeeft hoeveel groepen van 12 er zijn geteld. Dit gaat door totdat er twaalf dozijn is bereikt, wat overeenkomt met 144.
Chinese gebaren voor getallen tellen tot 10, maar er kunnen regionale verschillen zijn.
In Japan begint men bij het tellen voor zichzelf met een open palm van één hand. Net als in Oost-Slavische landen vertegenwoordigt de duim het getal 1 en de pink het getal 5. De vingers worden naar binnen gevouwen tijdens het tellen, te beginnen met de duim. Een gesloten handpalm geeft het getal 5 aan. Door deze actie om te keren, wordt het getal 6 aangegeven door de pink te strekken. Terug naar een open handpalm betekent het getal 10. Wanneer men echter cijfers aan anderen wil tonen, gebruikt men de hand op dezelfde manier als Engelstalige sprekers. De wijsvinger staat dan voor het getal 1, terwijl de duim het getal 5 vertegenwoordigt. Voor getallen boven de 5 worden de juiste aantal vingers van de andere hand tegen de palm geplaatst. Het getal 7 wordt bijvoorbeeld aangegeven door de wijs- en middelvinger tegen de palm van de open hand te drukken. Het getal 10 wordt getoond door beide handen open met de handpalmen naar buiten te presenteren.
In Korea maakt het vingertelsysteem Chisanbop het mogelijk om elk getal tussen 0 en 99 aan te geven.

## Geschiedenis
Aangenomen wordt dat het rekenen met vingers in het oude Egypte, het oude Griekenland en het Perzische Rijk een gangbare praktijk was in de administratie. Aan het begin van de gewone jaartelling, en zelfs enkele eeuwen later, bereikte dit telsysteem zijn hoogtepunt in het gehele Romeinse Rijk. Het is waarschijnlijk dat het wijdverspreid was en dat het handelaren hielp om over taalgrenzen heen te communiceren.
De Griekse filosoof en historicus Plutarchus (ca. 46–120 n.Chr.) documenteerde de praktijk van het vingerrekenen in het Middellandse Zeegebied in zijn werk Parallelle levens. In zijn werk vermeldde hij dat vingerrekenen in de eerste eeuwen na Christus in Perzië werd gebruikt, wat erop wijst dat deze praktijk mogelijk zijn oorsprong in Iran heeft. Later werd het wijdverbreid in de middeleeuwse islamitische landen. De vroegste verwijzing naar deze methode, waarbij de handen worden gebruikt om naar de natuurlijke getallen te verwijzen, kan gevonden worden in enkele profetische tradities die teruggaan naar de vroege dagen van de islam in de jaren 600. In één traditie zou Mohammed zijn vrouwelijke metgezellen hebben gevraagd om God te prijzen en te tellen met hun vingers.
Het vroegste vingerrekensysteem dat met genoeg detail is vastgelegd om specifieke vingerpatronen te kunnen reconstrueren, wordt toegeschreven aan de Angelsaksische monnik Beda (ca. 672–735 n.Chr.). In zijn boek De temporum ratione (Over de tijdsberekening) bespreekt Beda het vingerrekenen in het eerste hoofdstuk, getiteld Tractatus de computo, vel loquela per gestum digitorum (Verhandeling over het rekenen, of het spreken door middel van vingergebaren).
Hoewel vingerrekenen werd genoemd door klassieke auteurs zoals Herodotus (ca. 485–425 v.Chr.), zijn er geen oude verhandelingen over dit onderwerp bewaard gebleven. Men denkt dat de techniek voornamelijk via mondelinge traditie is doorgegeven.